# 北森酒造場
合資会社北森酒造場（きたもりしゅうぞうじょう）は、かつて石川県小松市粟津町に本社を置いていた酒造メーカー。

## 沿革
明治33(1900)年創業。所在地は小松市粟津町カ八甲1。
富久舞（フクマイ）純米酒、淡麗、やや辛口、酒造米山田錦　精米歩合50％　日本酒度+2、酸度1.4　アルコール15.8度の酒造を手掛けていたが、平成20年頃粟津温泉の旅館の衰退と共に掛け売りの未回収金の負担により倒産、明治よりの歴史ある建築物は小松市が保存に動いたが、諸々の事情により現在は取り壊され跡地には介護施設が立っている